# Балаковский завод волоконных материалов
Балако́вский завод волоконных материалов  (Балако́вское производственное объединение «Химволокно» им. Ленина) —  бывшая российская компания, существовавшая с 1959 по 2009 год, являвшаяся в советское время одним из градообразующих предприятий города Балаково. Предприятие долгое время  являлось крупнейшим в Европе производителем  вискозной текстильной нити и вискозного корда, выпускало штапельное  и полипропиленовое волокна, а также производило серную кислоту, сероуглерод, целлофан и углеродные волокна.

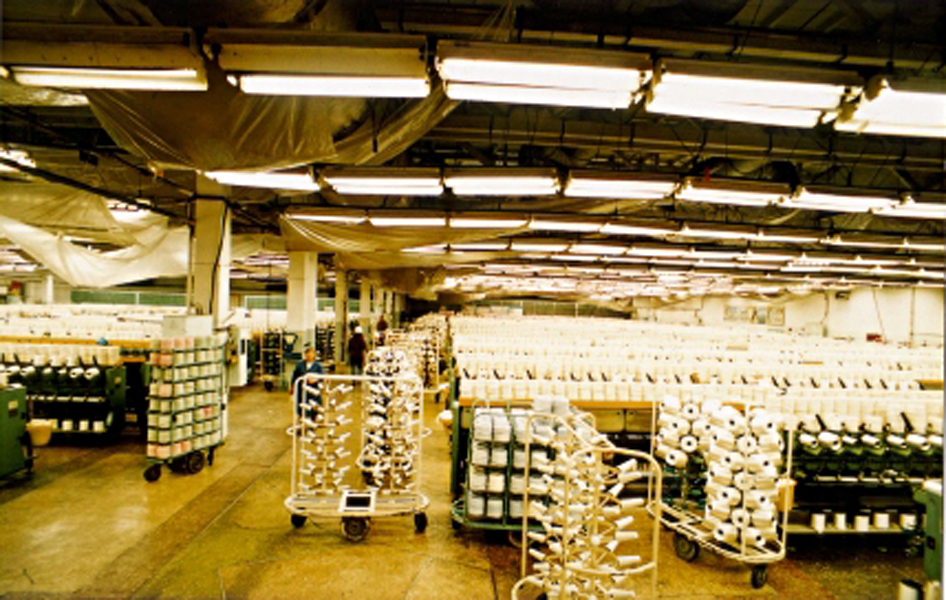
Перемоточный цех

## История
Решение о строительстве комбината «Химволокно» было принято в 1958 году по решению Пленума ЦК КПСС для ускорения развития химической промышленности в стране. Строительство комбината было объявлено Всесоюзной ударной комсомольской стройкой. Первыми строителями комбината стали монтажники бригады под руководством Водянина. Именно Водянин был удостоен права заложить первый блок в фундамент комбината 5 марта 1959 года.
17 октября 1961 год на опытно-экспериментальной установке  опытного экспериментального цеха комбината, вышла первая продукция — кордная нить. Эта дата считается началом работы предприятия.
В 1963 году (по некоторым данным, с 1962 года) директором комбината был назначен Леонид Борисович Бутовский. 
В декабре 1962 года выпустил первую продукцию  комплекс кордного производства №1, состоявший из 5 цехов. Производственная мощность участка «Корд-1» составляла свыше 50 тонн продукции в сутки,  а к 1976 году валовый выпуск  кордной нити превысил 1 миллиард метров. Основным оборудованием цеха были однопроцессные крутильные машины, которые позволяли одновременно проводить стращивание и кручение кордной нити.
26 июня 1963 года начал работу цех по производству серной кислоты мощностью 240 тыс. тонн в год, в дальнейшем мощность цеха в связи с реконструкцией и переводом на переработку комовой серы была увеличена до 280 тыс. тонн в год. В 1970 году продукция цеха была аттестована на  государственный Знак качества. 36 % продукции использовалась на вискозных производствах, 64 % реализовывалось сторонним потребителям  в виде улучшенной серной кислоты и олеума.
31 октября 1964 года выпустил первую продукцию сероуглеродный цех. Это было первым в Советском союзе производством сероуглерода из природного газа.
В марте 1964 года запустили производство «Корд-2» — второго участка по выпуску кордной нити, использовавшего более автоматизированное оборудование. Участок состоял из химического цеха, прядильного цеха, где происходило формование волокна, и текстильных цехов, в которых осуществлялось стращивание и кручение кордной нити, которая затем на ткацких станках превращалась в готовую продукцию — кордную ткань. Производительность ткацких участков составляла 100 тыс. квадратных метров кордной ткани в сутки.
В 1966 году начат выпуск вискозного штапельного волокна. Производство построено по типовому проекту разработанному ГИПРОИВом в 1950-х годов, который предусматривал размещать всю производственную цепочку в одном корпусе. По этому проекту сооружены заводы в Рязани и Сокале. На штапельном производстве «Химволокна» выпускалось тонковолокнистое упрочнённое волокно двух типов: крашеное (6 цветов, начало производства — 1968 году) и суровое.
В 1969 году на комбинате выпущены первые метры целлофановой плёнки. В 1975 году производимому на предприятии целофану был присвоен Знак качества. На производстве целлофана наладили выпуск фильтровального материала «Ультрацелл» для аппарата искусственная почка.
В юбилейном 1971 году за высокие трудовые показатели комбинату было присвоено имя В. И. Ленина, а коллектив комбината занесен в областную книгу Трудовой славы. В этом же году на базе производства «Корд-2» началось производство полипропиленовой нити для ковровой промышленности.
9 января 1972 года вступило в строй действующих производство «Корд-3». 5 августа 1974 года на базе производства начало работать производство по выпуску вискозной текстильной нити. С его вводом закончилось осуществление генерального проекта крупного производственного объединения. Производство «Корд-3» было единственным на предприятии, где успели построить газоочистительную установку, улавливающую сероуглерод и сероводород.
В 1973 году начато производство полипропиленового волокна, которому в 1980 году был присвоен Знак качества.
В 1975 году комбинат был переименован в производственное объединение «Химволокно».
В 1976 году директором завода стал Дмитрий Федорович Мельников. В период его руководства предприятие достигло апогея в своём развитии.
17 февраля 1976 года Указом Президиума ВС СССР комбинат награждён орденом Трудового Красного Знамени.
23 сентября 1976 года введена в эксплуатацию первая линия по выпуску углеродных лент на обособленном предприятии «Аргон»  (сейчас — ООО «Аргон» в составе группы компаний Umatex ГК Росатом) в составе объединения «Химволокно», в 1986 году была запущена вторая линия этого производства.
1982 году производственное объединение «Химволокно» занесено на Всесоюзную Доску почёта на ВДНХ СССР.
В январе 1986 года директор объединения Д.Ф. Мельников  получил звание героя Социалистического труда за освоения материалов  специального назначения  технологии «стелс» (углеродных лент и материалов на их основе) для отечественного боевого самолёта-невидимки.
Высшее руководство завода (в том числе и генеральный директор Д.Ф. Мельников) трагически погибли 23 марта 1994 года в катастрофе самолёта A310 под Междуреченском по пути в служебную командировку в Гонконг. После этого руководство и собственники предприятия неоднократно менялись.
Завод акционировался в 1993 году, став АО «Балаковское волокно», в 1995 году московская корпорация «Экономическое содружество» концерна «Химпласт» стала владельцем предприятия, далее контрольным  пакетом акций владел топ-менеджер предприятия Н. Марков, который руководил заводом в конце 1990-х  и 2000-х.
В 1996 году предприятие стало носить название АО «Балвиско».
Конец 1990-х годов  ознаменован переделом собственности предприятия, резко сократилась численность рабочих, многие цеха были законсервированы, вклад в развитие города существенно снизился. В 1998 году убытки компании составили 40% от годовой выручки.
До 1998 года производственное объединение «Химволокно» было крупнейшим в СНГ производителем вискозных волокон и нитей.
В начале 2000-х годов предприятие было реорганизовано в ООО «Балаковский завод волоконных материалов».
В 2007 году на заводе было организовано производство по выпуску нетканого материала «Спанлейс».
В начале 2008 года производство вискозных волокон на предприятии было окончательно остановлено.
По состоянию на 2017 год комбината больше не существует. На его территории работают предприятия «Аргон», «Вагоностроительный завод», «Балаково-центролит» и ряд других мелких предприятий. Большая часть производственных цехов полностью разрушена, оборудование и внутризаводские коммуникации демонтированы, порезаны и сданы на металлолом.

## Награды
Получен орден Трудового Красного Знамени (1976 год).
Предприятие занесено на Всесоюзную Доску почёта на ВДНХ СССР (1982 год).
За всё время работы предприятия награды были награждены орденом Ленина 16 человек, включая директоров разных лет Л.Б. Бутовкого и Д.Ф. Мельникова, орденом Октябрьской революции отмечены 18 химиков, 20 сотрудников получили звание «Почётный химик», двое рабочих стали лауреатами Государственных премий.

## Роль предприятия в жизни Балаково
Постройка комбината «Химволокно» на территории Балаково дало мощный толчок к развитию города. Для обеспечения тепло- и электроснабжения комбината, была построена Балаковская ТЭЦ, в Балаково открылось ПТУ № 43, обучающее специалистов химической промышленности. Действовал спортивный клуб «Корд», объединявший более 6000 человек, занимавшихся по 26  видами спорта (лыжи, тяжёлая атлетика, велоспорт, теннис, волейбол и др.; особое внимание уделялось спидвею).  На юго-западе Балаково был построен микрорайон  «Химик» для сотрудников комбината, всего было построено 259 жилых домов общей площадью более миллиона квадратных метров, 19 детских садов, Дворец культуры (1967 год), музыкальная школа, ДЮСШ, стадионы «Труд» и «Корд», лыжная база, оздоровительный комплекс дельфин, троллейбусная линия (1967 год), поликлиника, профилакторий, химико-технолгический техникум, пионерский лагерь, физкультурно-оздоровительный комплекс (1991 год) и другие объекты.  Первыми в городе были газифицированы 200 квартир , в которых проживали химики.

## Влияние на экологию региона
В 2007 году ООО «Балаковский завод волоконных материалов» было признано основным загрязнителем атмосферы Балаково с вкладом 40%; основным загрязняющим веществом являлся сероуглерод.  В 2010 году в рамках федеральной целевой программы по безопасности Саратовкой области были утилизированы остатки сероуглерода в количестве 1,2 тысяч тонн, оставшиеся на комбинате от производства вискозного волокна.
В 2015 году прокуратура города Балаково обнаружила залежи серы, которые более 10 лет находились на промплощадке завода. Её содержание в почве превышало ПДК в 50 раз.  По предварительным данным, речь шла о загрязнении серой 16 тысяч квадратных метров земли. В связи со случившимся,  следственные органы возбудили уголовное дело, связанное с порчей земель, с размером ущерба 75 млн. рублей. В 2023 году на данном участке произошло  возгорание серы.